# E.L.I.O. - The Artists Formerly Known As Elio e le Storie Tese
E.L.I.O. - The Artists Formerly Known As Elio e le Storie Tese è un album in studio promozionale di Elio e le Storie Tese realizzato nel 1997

## Storia
Fu presentato e distribuito ai giornalisti al "MIDEM" di Cannes nel gennaio del 1997 in previsione di un tour mondiale, ma solo il tour statunitense si concretizzò nel gennaio e febbraio dell'anno successivo. In tale occasione un'altra versione del CD, con una scaletta leggermente differente, fu distribuita gratuitamente al pubblico durante i concerti.
Alcune esibizioni di questo tour sono state inserite nel film tv Vite bruciacchiate.
Allegato al disco vi erano anche una videocassetta e un fascicolo con la biografia in inglese del gruppo.
Il CD è stato ristampato con una scaletta diversa per il tour negli Stati Uniti di inizio 1998. Entrambe le versioni, non essendo mai state distribuite nei negozi, sono introvabili sia in Italia che negli Stati Uniti.

## Copertina
La copertina del cofanetto raffigura una pizza che sovrasta minacciosamente una metropoli americana, come l'astronave aliena nel film Independence Day. La videocassetta contiene i videoclip, preceduti da una descrizione in inglese, di Pipppero®, Servi della gleba, La terra dei cachi (montaggio di varie serate del Festival di Sanremo 1996), Lo stato A, lo stato B (live al Forum di Assago, Milano, 13 ottobre 1996), Mio cuggino e John Holmes (registrato live al Forum di Assago il 13 ottobre 1996). I videoclip non registrati dal vivo sono sottotitolati in inglese, mentre i testi delle canzoni nel libretto sono tutti in inglese, anche di quelle canzoni cantate in spagnolo o in italiano.

## Titolo
E.L.I.O. per l'occasione diventa un acronimo che sta a significare Enema Lovers Italian Orchestra, ovvero "Orchestra Italiana degli Amanti dei Clisteri". Il titolo è un riferimento al cantante Prince, che nel 1993 decise di farsi chiamare TAFKAP (The Artist Formerly Known As Prince).

## Tracce

### Prima versione
| N. | Titolo                                                | Titolo italiano                                       | Lingua   |
| -- | ----------------------------------------------------- | ----------------------------------------------------- | -------- |
| 1  | Pipppero®                                             | Pipppero®                                             | Inglese  |
| 2  | First Me, Second Me                                   | First Me, Second Me                                   | Inglese  |
| 3  | Darling I Love You                                    | Cara Ti Amo                                           | Inglese  |
| 4  | Homosexuality                                         | Omosessualità                                         | Inglese  |
| 5  | Puppet on a Swing                                     | Burattino Senza Fichi                                 | Inglese  |
| 6  | Puniest of Slaves                                     | Servi Della Gleba                                     | Italiano |
| 7  | T.V.U.M.D.B.                                          | T.V.U.M.D.B.                                          | Italiano |
| 8  | The State of A, The State of B                        | Lo Stato A, lo Stato B                                | Italiano |
| 9  | My Cousin                                             | Mio Cuggino                                           | Italiano |
| 10 | Rutinario - Nubes De Ayer Sobre Nuestra Mañana De Hoy | Nubi di ieri sul nostro domani odierno (Abitudinario) | Spagnolo |
| 11 | El Pubis                                              | El Pube                                               | Spagnolo |
| 12 | The Land of the Date Plums                            | La Terra Dei Cachi                                    | Italiano |

### Seconda versione
| N. | Titolo                                                            | Titolo italiano                                       | Lingua   | Durata |
| -- | ----------------------------------------------------------------- | ----------------------------------------------------- | -------- | ------ |
| 1  | Very Good Very Bad (Choose the Right Combination of Italian Food) | L'eterna lotta tra il bene e il male                  | Inglese  | 4:08   |
| 2  | Pipppero®                                                         | Pipppero®                                             | Inglese  | 4:21   |
| 3  | Darling I Love You                                                | Cara ti amo                                           | Inglese  | 7:23   |
| 4  | Homosexuality                                                     | Omosessualità                                         | Inglese  | 3:47   |
| 5  | Puppet on a Swing                                                 | Burattino senza fichi                                 | Inglese  | 4:59   |
| 6  | John Holmes (Life Devoted to the Cinema)                          | John Holmes (una vita per il cinema)                  | Inglese  | 3:54   |
| 7  | The State of A, the State of B                                    | Lo stato A, lo stato B                                | Inglese  | 4:07   |
| 8  | Servi della gleba                                                 | Servi della gleba                                     | Italiano | 4:38   |
| 9  | Rutinario - Nubes De Ayer Sobre Nuestra Mañana De Hoy             | Nubi di ieri sul nostro domani odierno (Abitudinario) | Spagnolo | 4:28   |
| 10 | El Pubis                                                          | El Pube                                               | Spagnolo | 4:41   |
| 11 | La terra dei cachi                                                | La terra dei cachi                                    | Italiano | 4:12   |
| 12 | S.W.A.K.                                                          | T.V.U.M.D.B.                                          | Inglese  | 5:22   |

## Formazione
- Elio - voce
- Rocco Tanica - tastiera
- Faso - basso
- Cesareo - chitarra ritmica
- Christian Meyer - batteria
- Feiez - cori, sassofono, chitarra elettrica, tastiere addizionali

Altri musicisti
- Vanessa Guarnera - voce in S.W.A.K.